# 陈文柳
陈文柳（？—？），越南男子乒乓球运动员。他曾获得1959年世界乒乓球锦标赛男子团体季军和1958年亚洲运动会乒乓球男子团体金牌。